# Igreja de Santo António dos Olivais
A Igreja de Santo António dos Olivais, também referida como Convento de Santo António dos Olivais, Igreja Paroquial de Santo António dos Olivais e Santuário de Santo António dos Olivais, localiza-se na freguesia de Santo António dos Olivais, na cidade, município e distrito de Coimbra, em Portugal.
A Igreja de Santo António dos Olivais, com o seu adro, escadório e capelas encontra-se classificada como Imóvel de Interesse Público desde 1963.

## História
A primitiva ocupação religiosa do local remonta à existência de uma capela sob a invocação de Santo Antão, pelo menos no início século XIII. Em 1217-1218 foi aqui fundado um convento da Ordem dos Frades Menores que, no entanto, optaram por se transferir para o Convento de São Francisco da Ponte em 1247. A capela, entretanto dedicada a Santo António, foi entregue ao cabido catedralício, responsável pela campanha de ampliação da ermida, ocorrida no século XV. O pórtico que se observa atualmente, remonta a esta intervenção quatrocentista.
Durante o século XVI os franciscanos capuchos da Província da Piedade tornaram-se proprietários do templo, que mais tarde foi entregue à Província da Soledade, em função da divisão administrativa da Ordem, em 1673.
A igreja conheceu nova intervenção arquitectónica no período barroco, que lhe conferiu o aspecto actual.
Os Frades Menores Conventuais regressaram a Santo António dos Olivais, em 1967, tendo sido Frei Emmanuel Bridio o primeiro frade a retomar a presença franciscana no lugar onde Santo António tomara o hábito franciscano. Desde então aqui existe de novo um convento franciscano, tendo os frades franciscanos passado a tomar conta da Igreja e da paróquia de Santo António dos Olivais, a partir de novembro de 1974.

## Características
A igreja tem um vestíbulo que lhe dá acesso por um pórtico em ogiva; tem uma só nave e um quadro do pintor italiano Pascoal Parente representando o ato religioso em que Santo António tomou o hábito.
O acesso à igreja faz-se através de uma imponente escadaria, ladeada por seis capelas com figuras de barro, representando os diversos passos da vida de Cristo.